# Паломохино
Паломохино — село в Мурашинском районе Кировской области России. Входит в состав Мурашинского сельского поселения, центр упразднённого Паломохинского сельского поселения.
Является одним из старейших поселений на территории Мурашинского района.

## География
Село находится на правом берегу реки Шубрюг. Расстояние до районного центра Мураши — 40 км, областного центра Кирова — 105 км.

## История
История села связана с заселением всего Вятского края. В прошлом существовало небольшое село, получившее название от реки Шубрюг. Было в нём несколько домов и церковь. Согласно записям, найденных в церковных книгах, датой его основания считается 1870 год. Рядом с селом располагалась деревня Паломохинская. Дату её образования относят к 1664 году.
В XVIII веке количество деревень близ села доходило до 40.
До 1917 года, деревня входила в состав Лузянской волости Никольского уезда Вологодской губернии и образовывали Паломохинское общество. Река Шубрюг была границей между Вологодской и Вятскими губерниями. В обществе всеми делами управлял писарь или староста.
В 1961 году два населённых пункта (они к тому времени почти исчезли) на сходе горожан решено было объединить. Новое село назвали Паломохино.
1 января 2006 года согласно Закону Кировской области от 07.12.2004 № 284-ЗО образовано Паломохинское сельское поселение. Законом Кировской области от 28 апреля 2012 года № 141-ЗО поселение было упразднено, все населённые пункты включены в состав Мурашинского сельского поселения, в том числе и село Паломохино.

## Население
| 2010 |
| ---- |
| 405  |

## Известные жители
- Николай Дорофеевич Корякин (1922—1972), полный кавалер ордена Славы, родился в крестьянской семье в деревне Мало-Паломохинская Орловского уезда Вятской губернии (в настоящее время село Паломохино), скончался в родном селе в возрасте 50 лет.